# Ruppendorf
Ruppendorf ist ein Ortsteil der sächsischen Gemeinde Klingenberg im Landkreis Sächsische Schweiz-Osterzgebirge. Es befindet sich ca. 26 km südwestlich von Dresden im Osterzgebirge.

## Geschichte

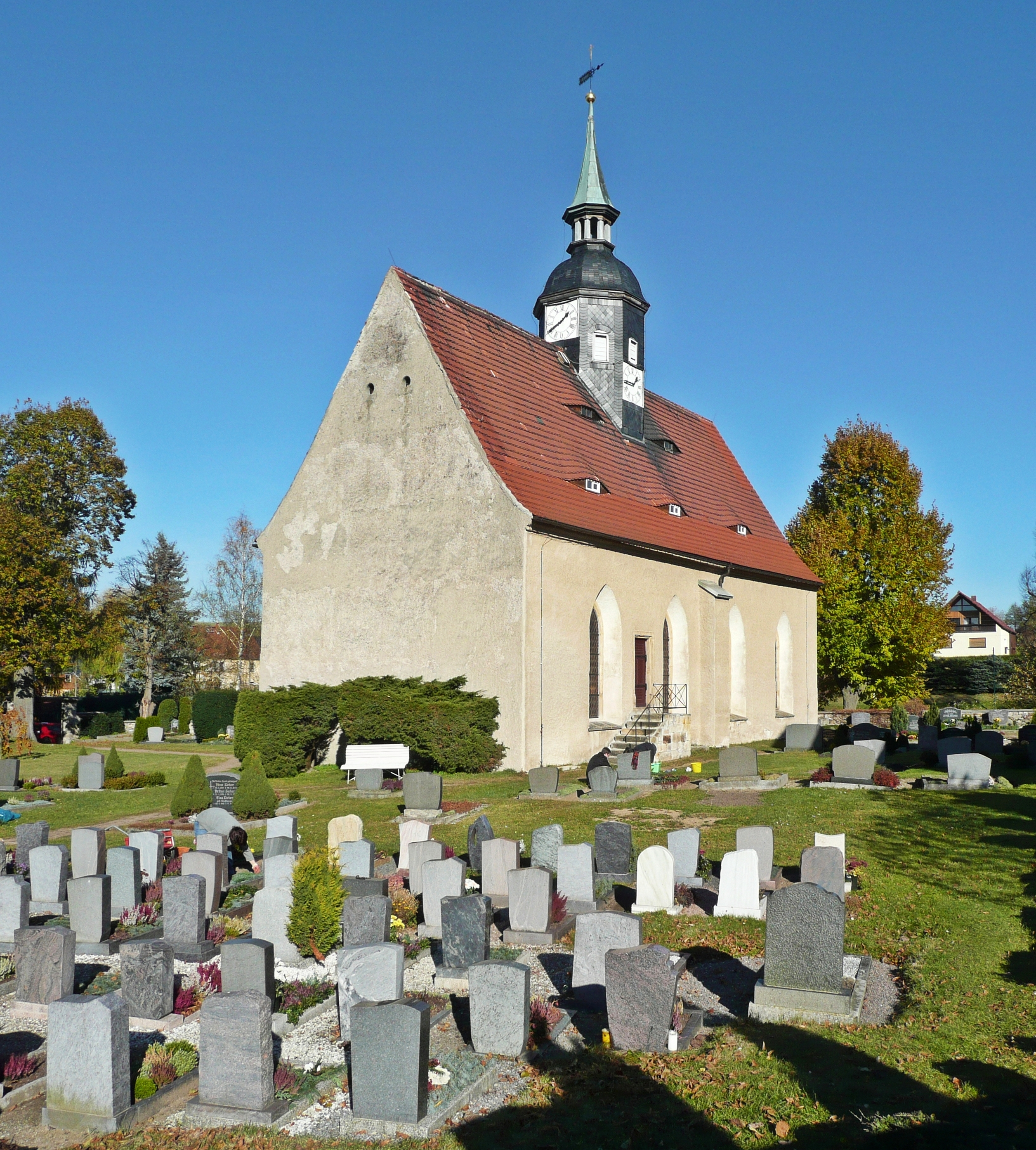
Dorfkirche Ruppendorf

Das von seiner Siedlungsform her als Waldhufendorf zu bezeichnende Dorf wird 1349 im Lehnbuch des Markgrafen zu Meißen „Friedrich des Strengen“ erstmals urkundlich als Ropotendorf erwähnt. „Item Henricus de Richenstat villam Ropotendorf cum Curia et allodie ibedem“. Übersetzung: „Ebenso (erhält zu Lehn) Heinrich von Richental (Reichstädt) ein Dorf Ropotendorf mit dem Hof und dem Allodialgut (Herrschaftlicher Wirtschaftshof [Allodium]) ebenda“.
Noch heute ist in Ruppendorf der Turm einer Wasserburg erhalten, die als westliche Grenzburg der Burggrafschaft von Dohna gesehen wird.
Erst 1445 taucht erstmals die heutige Bezeichnung „Rup(p)endorf“ auf, als ein Rittergut und ein Vorwerk, verwaltungsmäßig zur Pflege Freiberg gehörig, amtskundig wird. Am Mittwoch nach Ostern 1639, den 27 April wurde der Ort durch die Reiter der schwedischen Armee Johann Banners, Opfer eines Feuers, lediglich ein Teil der Kirche und 3 Bauerngüter blieben verschont.
Die Grundherrschaft liegt 1548 jedoch beim Rittergut Dippoldiswalde, 1569 wird Ruppendorf als Amtsdorf bezeichnet und gehört seitdem zum Amt Dippoldiswalde. 1552 leben in Ruppendorf 36 besessene Mann, 33 Inwohner mit 23 1⁄4 Hufen.
1875 wurde die Gemeinde Ruppendorf ein Teil der Amtshauptmannschaft Dippoldiswalde, 1952 Teil des Kreises Dippoldiswalde (später Landkreis). Am 1. Juli 1950 wurde Paulshain in die Gemeinde Ruppendorf eingegliedert. Am 1. März 1994 wurde diese nach Höckendorf eingemeindet, seit dem 31. Dezember 2012 gehört Ruppendorf zur aus der Fusion mit Pretzschendorf entstandenen Gemeinde Klingenberg.

### Entwicklung der Einwohnerzahl
- 1834: 0564[5]
- 1871: 0738
- 1890: 0741
- 1910: 0773
- 1925: 0850
- 1939: 0934
- 1946: 1206
- 1950: 1285
- 1964: 1063
- 1990: 0938
- 1993: 0929
- 2007: 0800
- 2011: 0760
- 2016: 0744
- 2021: 0726
- 2022: 0720
- 2023: 0713

### Bürgermeister
Bürgermeister der selbständigen Gemeinde Ruppendorf:
- 1892–1903: Gottlob Näcke
- 1903–1924: Ernst Wolf
- 1924–1945: Theodor Münzner
- 1945–1953: Alfred Schröder
- 1953–1958: Georg Kummer
- 1958–1960: Siegfried Börner
- 1960–1975: Gerhard Keßler
- 1973–1975: Erhard Richter (amtl. Vertretung wegen Krankheit von G.Keßler)
- 1975–1977: Ingolf Hirchert (ständige Vertretung von E. Richter)
- 1977–1990: Siegismund Roßberg
- 1990–1992: Siegmar Richter
- 1992–1994: Rainer Rietschel
- 1995 Gemeindereform – Ruppendorf hat keinen eigenen Bürgermeister mehr.

## Sehenswürdigkeiten
- Wasserburg Ruppendorf (nur der Turm mit 6 Metern Durchmesser und 12 Metern Höhe ist erhalten geblieben)
- Kirche Ruppendorf mit geschnitztem Altar (um 1520) aus der „Freiberger Werkstatt des Apostelmeisters oder seiner Nachfolge“[7] und Taufstein mit eingemeißelter Gravur (Paul Speck zugeschrieben, von 1529)
- Betsäule vom Heiligen Weg am Ortseingang Ruppendorf (um 1400)
- MSC Raceway ist eine der größten und modernsten permanent RC-Car-Strecken in Deutschland. (Erbaut 2010)
- Gasthof Erbgericht Ruppendorf, ein über 200 Jahre alter Gasthof, früher mit einer eigenen Fleischerei

## Persönlichkeiten
- Johann Gottfried Lohse (1740–1810), Architekt
- Johann Samuel Göbel (1762–1798), kursächsischer Finanzsekretär und Historiker
- Erich Wunderwald (1903–1988), Mundartdichter und -sprecher